# ロマン・ガヴラス
ロマン・ガヴラス（Romain Gavras、1981年7月4日 - ）は、アテネ出身でフランスで活動する映画監督、映像作家である。

## 来歴・人物
父は映画監督のコスタ＝ガヴラス。姉は『ぜんぶ、フィデルのせい』で長編デビューした映画監督、ジュリー・ガヴラス。

## 主な監督作品
- "A Cross the Universe" (with So Me and Justice) (2008)
- "Our Day Will Come"（Notre jour viendra） (2010)　※監督デビュー作 [1]
- "The World Is Yours"（Le Monde est à toi） (2018) [2]
- アテナ (2022)[3]

## ビデオグラフィ
- "Stress", Justice (2008)
- "Bad Girls", M.I.A. (2012)
- "No Church in the Wild", Kanye West & Jay-Z (2012)
- "J'Adore, the New Absolu"	Dior (2018)[4]